# Balantidium
Genre
Balantidium est un genre de Ciliés de la famille des Balantidiidae.

## Systématique
Le nom valide complet (avec auteur) de ce taxon est Balantidium Claparède & Lachmann, 1858. Balantidium a pour synonyme Balantidum.

## Liste des espèces
Selon GBIF (2 octobre 2023) :
- Balantidium acanthuri Grim, 1989
- Balantidium alpha Earl, 1973
- Balantidium amblystomatis Jirovec, 1930
- Balantidium amygdalli Bhatia & Gulati, 1927
- Balantidium aragaoi Cunha & Muniz, 1927
- Balantidium bacteriophoros Fenchel, 1980
- Balantidium beta Earl, 1973
- Balantidium bicavata Bhatia & Gulati, 1927
- Balantidium blattarum
- Balantidium bovis Earl, 1973
- Balantidium cameli Hegner, 1934
- Balantidium caprae Abraham, 1961
- Balantidium caviae Neiva, Cunha & Travassos, 1914
- Balantidium chagasi Earl, 1973
- Balantidium coli (Malmsten, 1857) Stein, 1863
- Balantidium ctenopharyngodonis Chen, 1955
- Balantidium cunhamunizi Hegner, 1934
- Balantidium cynocephale Burowa, 1938
- Balantidium dogieli
- Balantidium duodeni Stein, 1867
- Balantidium elongatum Stein, 1867
- Balantidium entozoon (Ehrenberg, 1838) Claparède & Lachmann, 1858
- Balantidium falciformis Walker, 1909
- Balantidium frugivori
- Balantidium galianoi Fernandez-Galiano
- Balantidium geigyi Gisler, 1967
- Balantidium geimani Earl, 1973
- Balantidium giganteum Bezzenberger, 1904
- Balantidium gracile
- Balantidium gracilis Bezzenberger, 1904
- Balantidium granulosus Gauthier, 1920
- Balantidium grimi Zhao, Li, Zhang, Wang, Zheng, Zou, Li, Wu, Wang & Li, 2018
- Balantidium gyrans
- Balantidium gyranus Kellicott, 1888
- Balantidium haughwouti Leon, 1919
- Balantidium helenae Bezzenberger, 1904
- Balantidium hydrae Entz, 1912
- Balantidium indicum Abraham, 1962
- Balantidium kirbyi Rodriguez, 1939
- Balantidium major Earl, 1973
- Balantidium marsupialis Hegner, 1934
- Balantidium medusarum Mereschkowsky, 1879
- Balantidium minor Earl, 1973
- Balantidium minutum Schaudinn, 1899
- Balantidium nucleus (Schrank, 1803) Kent, 1881
- Balantidium orchestium Watson, 1916
- Balantidium osmaniae Quadri & Navarathnam, 1966
- Balantidium ovatum
- Balantidium ovis Earl, 1973
- Balantidium pellucidum Eberhard, 1862
- Balantidium pheretima Ghosh, 1921
- Balantidium philippiensis Hegner, 1934
- Balantidium piscicola Entz, 1913
- Balantidium polyvacuolum Lee, 1963
- Balantidium porcellae Earl, 1973
- Balantidium prionurium Grim, 1985
- Balantidium radiata Abraham, 1962
- Balantidium rhesum
- Balantidium rotundum Bezzenberger, 1904
- Balantidium saigonensis Earl, 1973
- Balantidium serpentina Fantham & Porter, 1950
- Balantidium sigani Diamant & Wilbert, 1985
- Balantidium simile Cunha & Muniz, 1930
- Balantidium sinensis Nie, 1935
- Balantidium singaporensis Khan & Ip, 1986
- Balantidium spinibarbichthys Ky, 1971
- Balantidium steinae Ky, 1971
- Balantidium strelkovi Ky, 1971
- Balantidium struthionis Hegner, 1934
- Balantidium suis
- Balantidium tapiri Carini, 1942
- Balantidium testudinis Chagas, 1911
- Balantidium triangulatum Boisson, 1959
- Balantidium xenopi Puytorac & Grain, 1965
- Balantidium zebrascopi Grim, 1992